# Burford Capital
Burford Capital es una empresa de servicios financieros que proporciona financiación especializada en el mercado legal. Fundada en 2009, ofrece financiación a estudios de abogados y departamentos legales corporativos dedicados a litigios y arbitrajes. Opera internacionalmente con sede en Guernsey, Reino Unido.

## Historia
Burford fue fundada por Christopher Bogart y Jonathan Molot en 2009.Bogart había trabajado como consejero general de Time Warner y operaba un fondo de capital de riesgo, y Molot dirigía una firma que proporcionaba capital a empresas en riesgo de litigio. Burford comenzó como un pequeño fondo que inicialmente ayudaba a los departamentos legales corporativos a pagar las horas facturables de sus abogados durante los litigios.
Burford comenzó a cotizar en la Bolsa de Valores AIM de Londres en octubre de 2009 y emitió más acciones en 2010.En diciembre de 2016, Burford compró Gerchen Keller Capital, otra compañía de finanzas legales.
El 21 de junio de 2021, Burford anunció que había recibido con éxito 103 millones de dólares, como resultado de la ejecución de una sentencia en la demanda de divorcio entre el empresario ruso Farkhad Akhmedov y Tatiana Akhmedova.Burford empezó a cotizar en la Bolsa de Nueva York en 2020.
Burford financió el litigio en torno a la renacionalización de YPF, donde en 2023 la justicia de Estados Unidos condenó a la República Argentina a pagar en concepto de daños y perjuicios 16 100 millones de dólares en nombre de dos accionistas minoritarios de YPF.La participación de Burford en el veredicto se estimó en 6.000 millones de dólares, y Burford buscó acciones de YPF como pago por la sentencia. En 2025, la justicia condenó a Argentina a entregar el 51% de sus acciones en YPF a la firma Burford, aunque todavía existen instancias para apelar.